# Plecia discolor
Plecia discolor är en tvåvingeart som beskrevs av Wulp 1881. Plecia discolor ingår i släktet Plecia och familjen hårmyggor. Inga underarter finns listade i Catalogue of Life.